# Hanno fatto di me un criminale
Hanno fatto di me un criminale (They Made Me a Criminal) è un film statunitense del 1939 diretto da Busby Berkeley.
È il remake del film La seconda aurora (The Life of Jimmy Dolan) diretto da Archie Mayo e datato 1933.

## Trama
Johnnie Bradfield è un pugile mancino campione del mondo che viene accusato ingiustamente di omicidio di un giornalista, omicidio invece compiuto dal suo manager, poi schiantatosi in auto mentre fuggiva, in compagnia di Goldie West, braccato dalla polizia. Inizialmente gli inquirenti credono che il corpo carbonizzato trovato sull'auto insieme a quello di Goldie sia proprio quello di Johnnie. In questo modo il caso risulta archiviato. L'unico che non crede a questa versione è il detective Monty Phelan. Nel frattempo Johnnie scompare, cambia nome ed assume l'identità di Jack Dorney. Con soli 250 dollari in tasca si sposta da New York verso la lontana Arizona, dove giunge oramai stremato, e capita nella fattoria dei Rafferty; qui viene soccorso, e preso in simpatia da nonna Rafferty. Johnnie, dopo un'iniziale perplessità, decide di rimanere nella fattoria. Qui incontra alcuni delinquenti giovanili, Tommy, Angel, Spit, Dippy, T.B. e Milty, che sono sotto la tutela della sorella di Tommy, Peggy Rafferty. Johnnie insegna ai ragazzi a boxare, ma a farlo in modo sporco, destando il biasimo di Peggy.
Johnnie prende in simpatia il giovane Tommy e lo incoraggia a mettersi in proprio acquistando una pompa di benzina per aiutare l'economia della fattoria che pare non trovarsi per nulla in buone acque. In seguito decide di aiutare i ragazzi a raccogliere fondi necessari tornando sul ring per un match contro un pugile emergente. Monty Phelan, però, vede su un quotidiano una fotografia di Johnnie che si allena con i ragazzi e decide di volare in Arizona per assistere all'incontro: Quando Johnnie si accorge della presenza di Phelan decide di non combattere, deludendo i ragazzi e la stessa Peggy. Ma la sua determinazione ad aiutarli è troppo forte e sceglie di combattere comunque, tentando di nascondere chi è veramente non usando il suo colpo migliore, il sinistro, Soffre molto ma si trascina fino all'ultimo round, riuscendo così ad incamerare il cachet tanto agognato. Terminato l'incontro si arrende a Phelan, ma il detective, colpito dal bel rapporto che Johnnie ha instaurato con i ragazzi, e dal gesto che ha compiuto per loro, gli consente di rimanere in Arizona sotto falso nome e torna da solo a New York.

## Distribuzione
Il film uscì nelle sale statunitensi il 28 gennaio 1939 ivid Archiviato il 5 novembre 2018 in Internet Archive.